# Forges de Paimpont
Les forges de Paimpont sont un ancien site industriel remarquable de la forêt de Paimpont. Situées en Ille-et-Vilaine, elles sont plus proches de Plélan-le-Grand que de Paimpont (le site est à cheval sur les deux communes).
Elles furent les plus importantes forges à bois de la Bretagne dès le XVIIIe siècle. Elles fonctionneront jusqu'à la fin du XIXe siècle. Leur implantation est permise par la proximité d'un gisement de minerai de fer extrait à ciel ouvert, l'existence d'un réseau hydrographique important et l'approvisionnement aisé en charbon de bois produit sur place.
Le site fait l’objet d’une inscription au titre des monuments historiques depuis le 24 juillet 2001 et a bénéficié d'une réhabilitation avant son ouverture au public.

## Histoire

### XVIIesiècle
C’est le duc de La Trémoille qui obtint en 1633 l'autorisation de créer une forge, au sein du plus grand massif forestier proche de Rennes. Le minerai de fer, de l’hématite rouge, est extrait à proximité du site choisi. Plusieurs minières (la Prée, la Gelée  et Grand-Minerai) sont exploitées ; elles furent tour à tour abandonnées, puis reprises en 1825, au 1869 et 1900, avant d'être définitivement abandonnées en 1908 ; des étangs occupent désormais leurs emplacements. Le réseau hydraulique est aménagé entre les différents étangs et ruisseaux pour obtenir l'énergie nécessaire aux différents soufflets et marteaux de cette première usine métallurgique qui portera le nom de forges de Brécilien, Brécilien étant l'ancien nom de la seigneurie locale.
En 1653, les forges sont vendues à Jacques de Farcy et à François d'Andigné après leur acquisition d'un fief de Brécilien. Le charbon de bois est produit directement dans la forêt proche auprès des nombreux charbonniers travaillant pour les forges. Le site industriel comprend d'abord un bas fourneau (le manoir du Bas Fourneau en est une survivance), puis un haut fourneau et une raffinerie de minerai. La digue de l'étang fournit l'énergie hydraulique nécessaire à la fabrication d'ustensiles agricoles et domestiques en fonte et en fer (tôles, marmites, poêles, clous, plaques de cheminées…).

### XVIIIesiècle

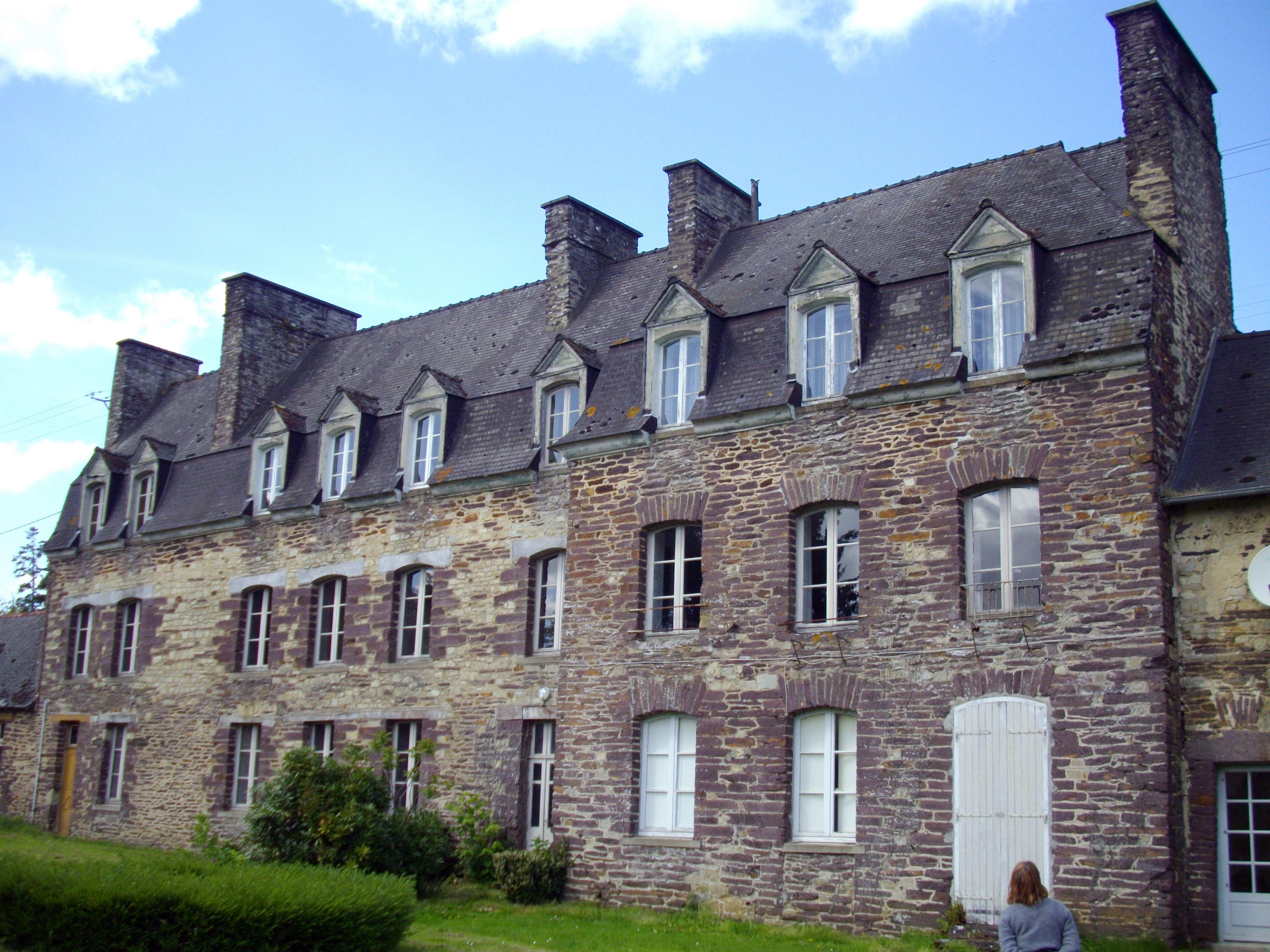
Logis du Maître de Forges

Grâce au développement de certains progrès techniques, la production augmente. Elle est alors de 500 tonnes de fonte et de 360 tonnes de fer. Les commandes résultant de la guerre d'indépendance des États-Unis d'Amérique contribuent à la prospérité des forges.
Le site, outre la construction de laminoirs à tôle, s'enrichit de la construction du logis du Maître de forges et des habitations ouvrières. En 1796, près de 230 personnes y travaillent : jusqu'à 100 ouvriers sur place (métallurgistes, charretiers et ouvriers) et jusqu'à 130 en forêt (bûcherons et charbonniers, mineurs, gardes forestiers).
Les forges bénéficient alors d'une grande réputation. L'affinerie des forges de Paimpont servira de modèle pour illustration dans l’Encyclopédie de Diderot et D’Alembert. Cette réputation des forges transparaît y compris dans la culture populaire, comme dans la chanson des Filles des Forges (chanson reprise par Tri Yann).

### XIXesiècle

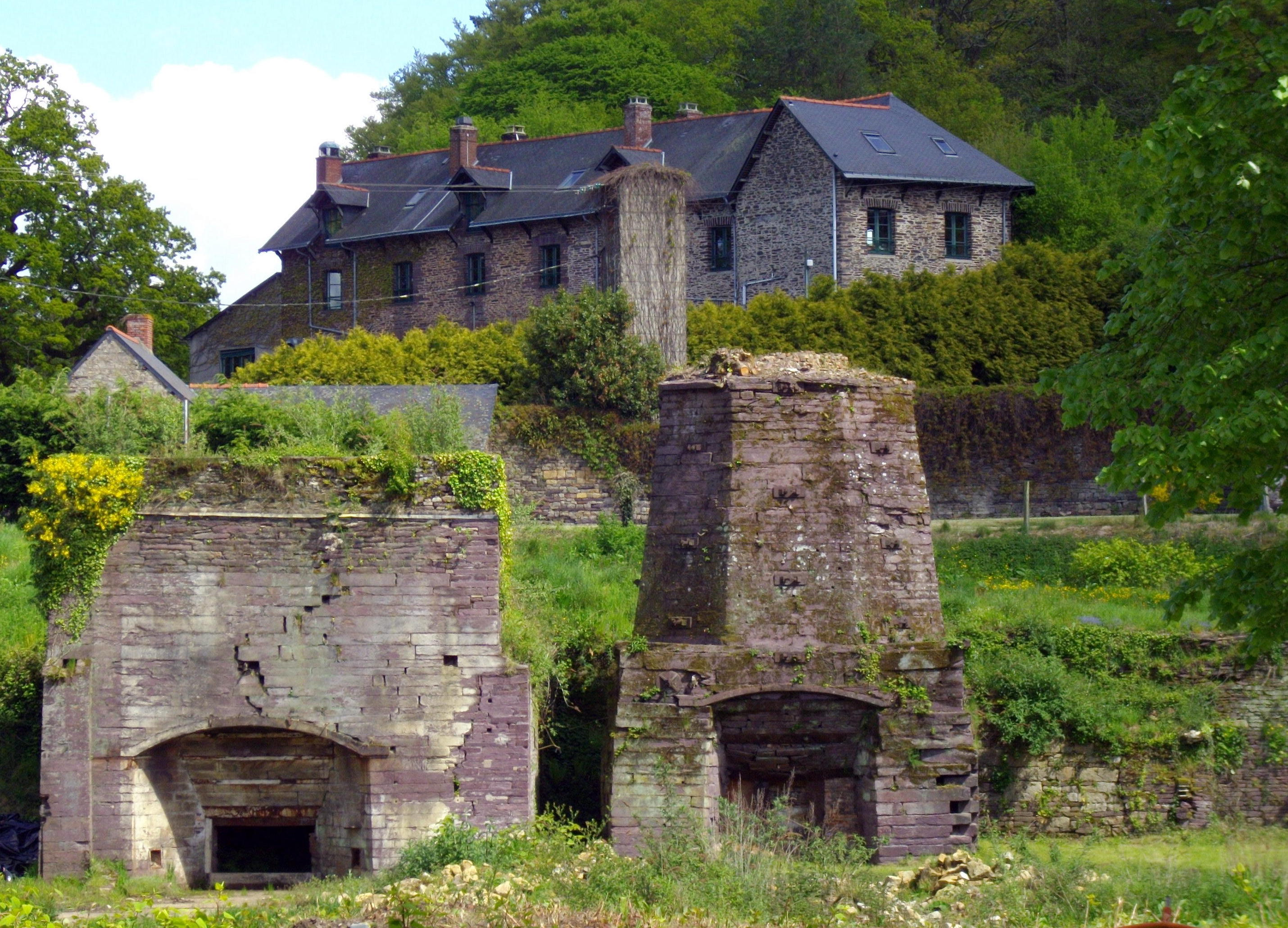
Les hauts-fourneaux et l'ancienne cantine ouvrière en arrière-plan

En 1841, les forges sont vendues à M. Formont. En 1855, une banque parisienne devient propriétaire des forges et de la forêt.
C'est le siècle de la modernisation du site industriel. Un deuxième haut fourneau à bois est construit près du premier et le grand laminoir est équipé de fours de puddlage. Le milieu du siècle voit l'apogée de la production des forges de Paimpont. En 1853, la production de fonte est de 2 750 tonnes et celle de fer de 1 800 tonnes. De 250  à   400 ouvriers y travaillent et outre la fabrication agricole locale, les forges fournissent l’arsenal de Brest, l’arsenal d'artillerie de Rennes ainsi que les rails de chemin de fer pour les lignes de raccordements de la région. En 1856, le site industriel se compose de deux hauts fourneaux au bois, de cinq feux d'affinerie et de six fours à puddler. Plus de 40 000 stères de bois sont nécessaires chaque année pour alimenter la fabrication du charbon de bois.
La concurrence étrangère, le manque de compétitivité et la mévente des productions mettront fin à cet « âge d'or ». Les deux hauts fourneaux s'arrêtent une première fois en 1866, pour reprendre en 1870 avec l'effort de guerre, puis s'arrêtent définitivement en 1884.
En 1873, Louis Auguste Lesveque, fils de Louis-Hyacinthe Levesque, rachète l'usine. C'est un de ses descendants qui est actuellement le propriétaire du site.
Des maisons de maître sont construites pour loger les dirigeants des Forges: le Pavillon (4e quart du XIXe siècle) et le Châlet (vers 1900).

### XXesiècle

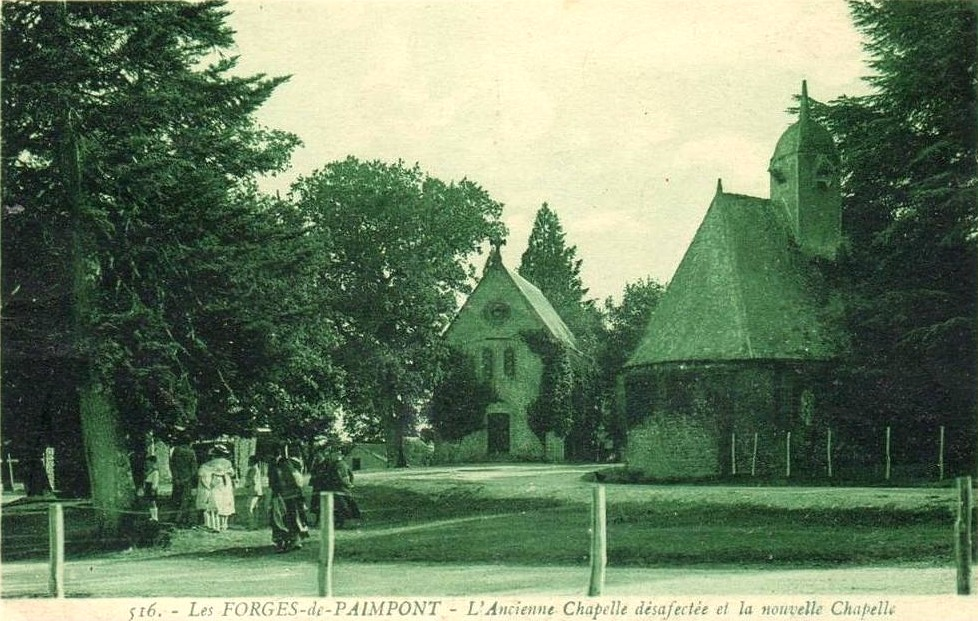
Forges de Paimpont ː l'ancienne chapelle désaffectée et la nouvelle chapelle (carte postale).

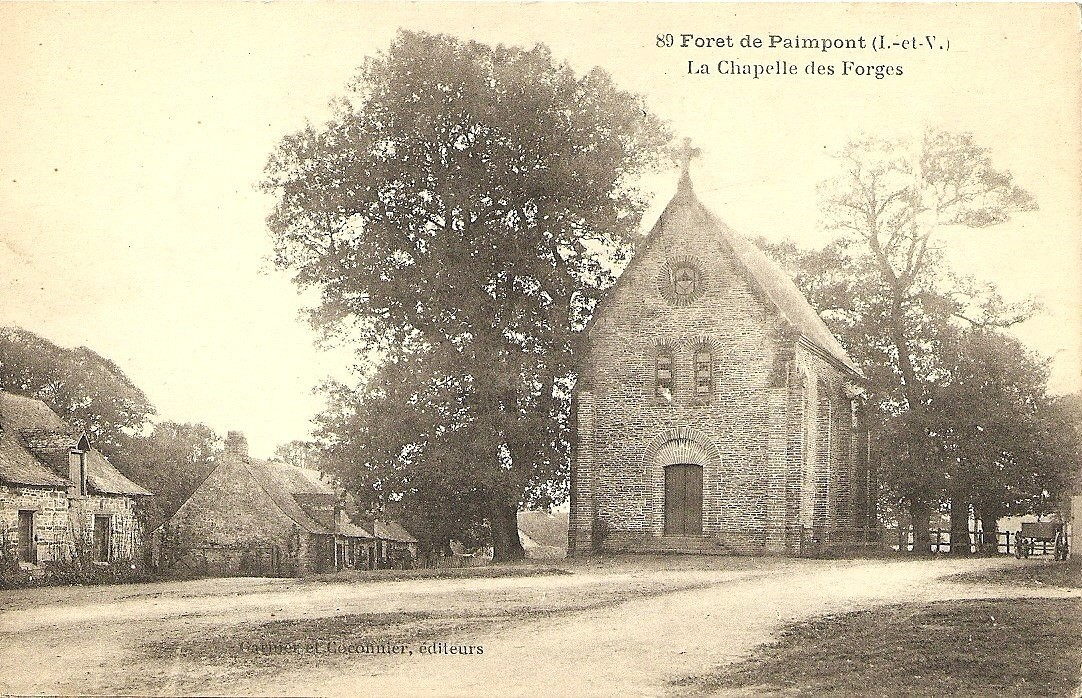
Paimpont : la chapelle des Forges vers 1910 (carte postale).

L'extraction du minerai local s'étant arrêtée avec l'extinction des hauts fourneaux, la fonte et le fer sont achetés à l'extérieur. Les forges de Paimpont deviennent uniquement une usine de construction métallurgique qui réalise des outils agricoles, des chaudières et des équipements divers pour les besoins régionaux. Elles n'emploient plus désormais que quelques dizaines d'ouvriers. Cette activité prend fin définitivement en 1954.
Le déclin progressif des forges entraîne avec lui celui des métiers associés à son activité. Avec l'arrêt définitif de l'extraction du minerai, les métiers de mineurs et d'affineurs disparaissent ; quant aux derniers bûcherons et charbonniers, leurs productions trouveront encore à s'écouler durant quelques années vers d'autres secteurs de l'industrie locale.

## Réhabilitation et ouverture au public
Une partie du patrimoine industriel des forges de Paimpont est classée monument historique depuis 2001. Un programme de restauration est alors engagé par le nouveau propriétaire , Patrik de la Paumélière, avec le concours du Conseil régional de Bretagne et du Conseil général d'Ille-et-Vilaine. De 2004 à 2008, des travaux sont réalisés pour mettre hors d'eau certains bâtiments.
Le grand bâtiment, nommé Le Laminoir, datant de 1820, reçoit une nouvelle charpente et une nouvelle couverture. Il est désormais aménagé en salle de réception pour diverses manifestations. Le deuxième chantier sera celui de La Fonderie, proche des deux hauts fourneaux, qui était totalement en ruine.

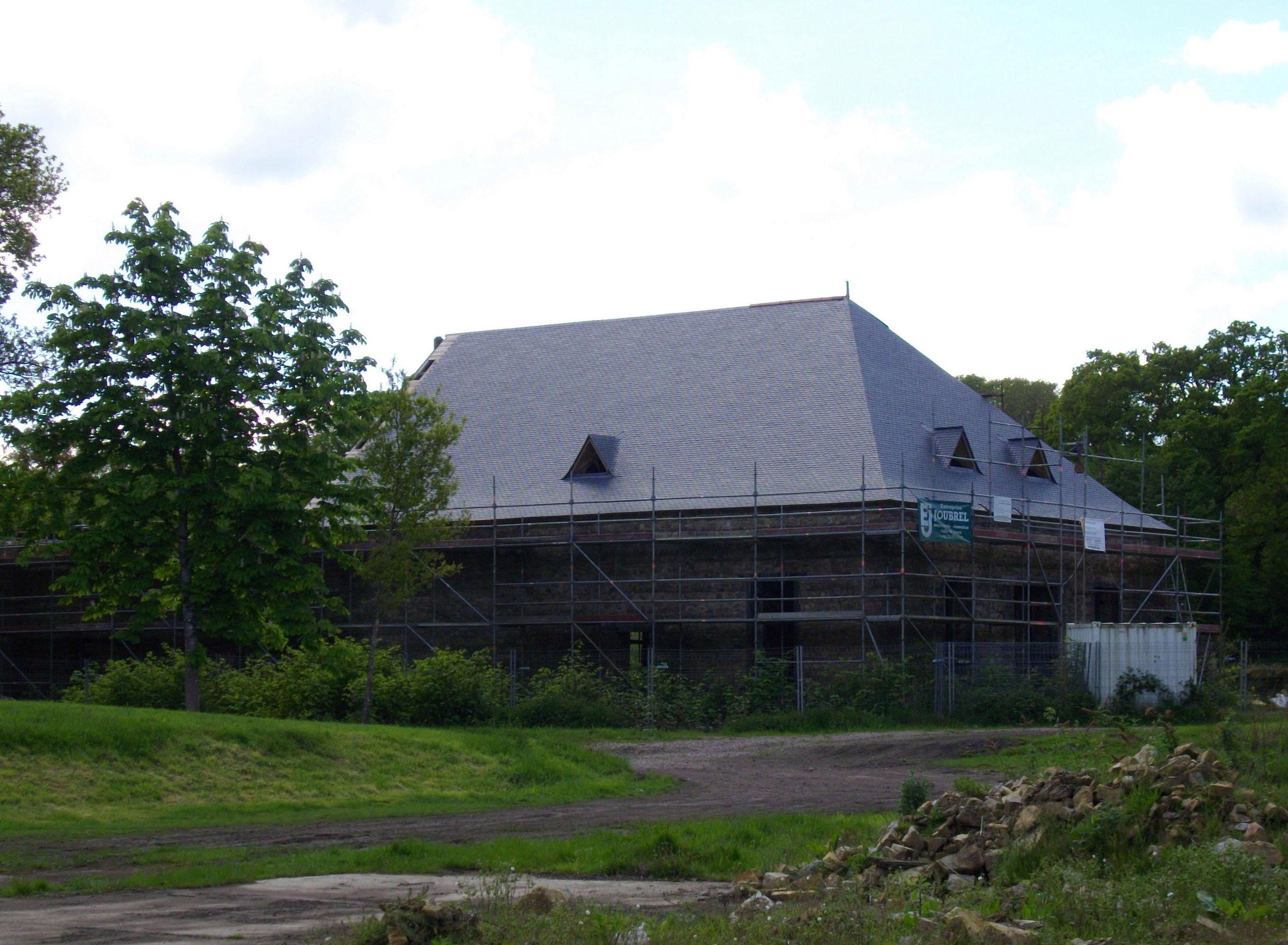
Le laminoir en restauration.
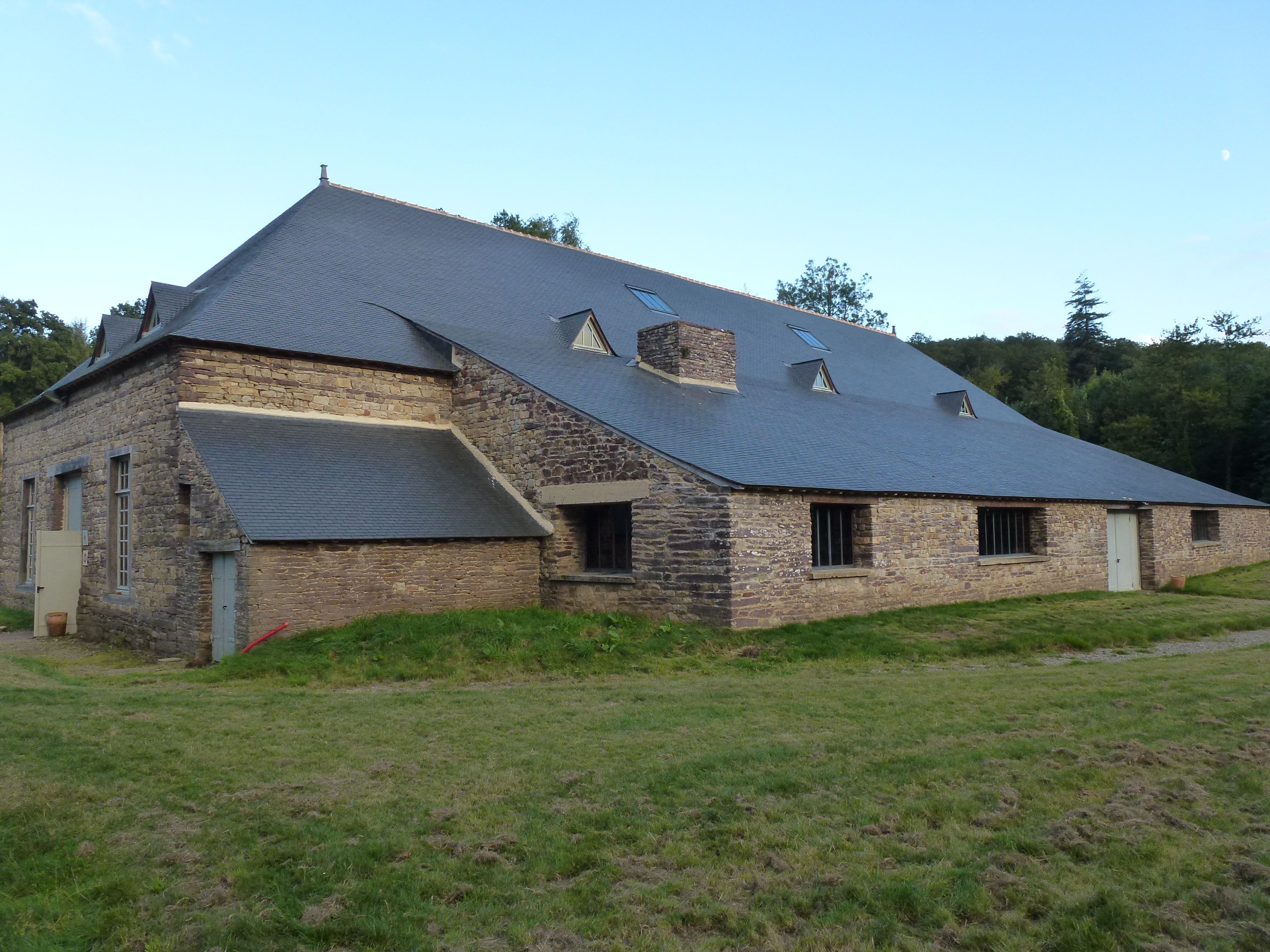
Le laminoir, après restauration.
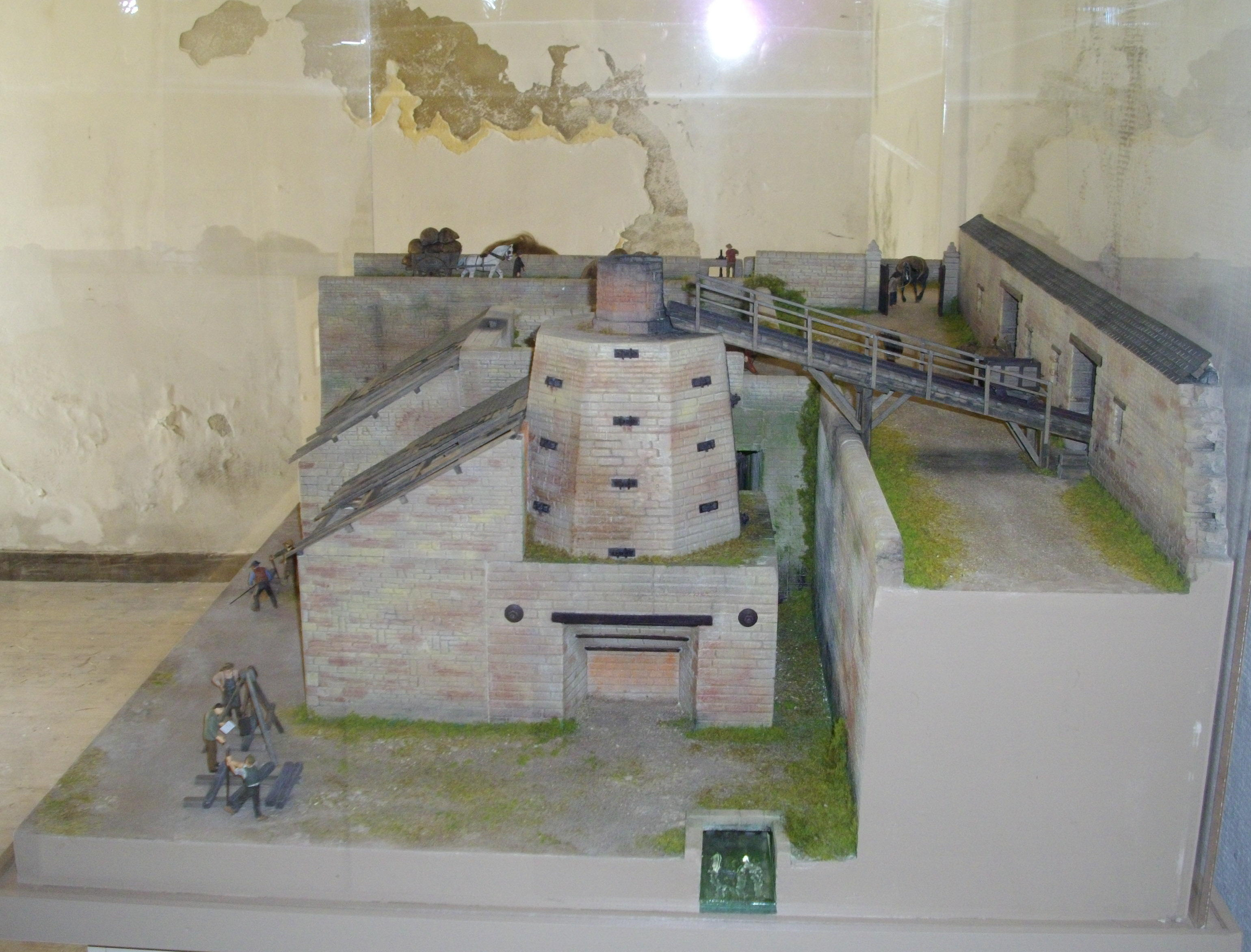
La maquette des hauts-fourneaux (2009)

Depuis les journées européennes du patrimoine de 2005, le site est ouvert au public pour des visites commentées et, depuis 2009, il existe également un parcours libre.
Une maquette des hauts-fourneaux est désormais visible lors des visites dans le laminoir restauré.